# Gary Kikaya
Gary Kikaya (Lubumbashi, 4 februari 1980) is een Congolese atleet, die is gespecialiseerd in de 400 m. Met een persoonlijk record van 44,11 s op de 400 m was hij, totdat in 2012 Kirani James hem overvleugelde, de snelste niet-Amerikaanse atleet (elfde overall). Hij nam tweemaal deel aan de Olympische Spelen.

## Loopbaan
Kikaya studeerde sociologie aan de Universiteit van Tennessee. Zijn vader, ambassadeur Kikaya bin Karubi, was minister van Informatie in Congo en is momenteel speciale assistent van president Joseph Kabila.
Op de Olympische Spelen in Athene bereikte Gary Kikaya de halve finale, waarin hij op de zesde plaats finishte in 45,58.
Kikaya veroverde op 9 september 2006 tijdens de wereldatletiekfinale 2006 in Stuttgart een zilveren medaille op de 400 m achter Jeremy Wariner (goud). Bij die gelegenheid verbeterde hij zijn persoonlijk beste prestatie tot 44,10, een Afrikaans record.
Op de wereldkampioenschappen van 2007 in Osaka sneuvelde hij in de halve finale met een tijd van 45,14. Een jaar later overkwam hem op de Olympische Spelen in Peking hetzelfde, zij het dat hij hier als vijfde finishte in 44,94.

## Titels
- Afrikaans kampioen 400 m - 2006
- NCAA-indoorkampioen 400 m - 2003

## Persoonlijke records
Outdoor
| Onderdeel | Prestatie         | Datum            | Plaats            |
| --------- | ----------------- | ---------------- | ----------------- |
| 200 m     | 20,40 (nat. rec.) | 12 juni 2006     | Karlskrona        |
| 300 m     | 31,95 (nat. rec.) | 12 juni 2005     | Villeneuve-d'Ascq |
| 400 m     | 44,10 ex-(AR)     | 9 september 2006 | Stuttgart         |

Indoor
| Onderdeel | Prestatie         | Datum            | Plaats       |
| --------- | ----------------- | ---------------- | ------------ |
| 55 m      | 6,20              | 18 februari 2005 | Knoxville    |
| 200 m     | 21,23 (nat. rec.  | 18 januari 2003  | Blacksburg   |
| 400 m     | 45,71 (nat. rec.) | 15 maart 2003    | Fayetteville |

## Palmares

### 400 m
Kampioenschappen
- 2004:  WK indoor - 46,30 s
- 2004: 6e ½ fin. OS - 45,58 s
- 2006:  Afrikaanse kamp. - 45,03 s
- 2006:  Wereldatletiekfinale - 44,10 s (AR)
- 2006:  Wereldbeker - 44,66 s
- 2007: 4e ½ fin. WK - 45,14 s
- 2007: 4e Wereldatletiekfinale - 45,58 s
- 2008: 5e ½ fin. OS - 44,94 s
- 2008: 6e Wereldatletiekfinale - 45,92 s
- 2009: 5e Wereldatletiekfinale - 45,72 s

Golden League-podiumplekken
- 2005:  Bislett Games – 44,81 s
- 2006:  Golden Gala – 44,66 s
- 2006:  Weltklasse Zürich – 44,54 s
- 2006:  Memorial Van Damme – 44,62 s
- 2006:  ISTAF – 44,43 s
- 2007:  Meeting Gaz de France – 45,32 s
- 2008:  Memorial Van Damme – 45,67 s
- 2009:  Bislett Games – 45,53 s
- 2009:  ISTAF – 45,68 s

Diamond League-podiumplek
- 2010:  DN Galan – 45,81 s